# Mongmong-Toto-Maite
Mongmong-Toto-Maite è un villaggio del territorio non incorporato statunitense dell'isola di Guam. 
Al censimento del 2000 aveva una popolazione di 5.845 abitanti.